# Palestyński uchodźca
Palestyński uchodźca (arab. ‏لاجئ فلسطيني‎, trb. ladżi al-filastinijjun) – w rozumieniu definicji UNRWA, to osoba, która przez co najmniej dwa lata przed ucieczką żyła w brytyjskim Mandacie Palestyny, a jej ucieczka (nakba) wynikała z ratowania własnego życia i utraty swojego domu podczas I wojny izraelsko-arabskiej, lub jest potomkiem takiej osoby.
Zgodnie z Rezolucją Zgromadzenia Ogólnego ONZ nr 194 z dnia 11 grudnia 1948 i nr 302 z 8 grudnia 1949, osoba taka ma prawo korzystania z pomocy agencji UNRWA, powrotu do Palestyny lub rekompensaty za utracone mienie.
Zgodnie z danymi UNRWA z 2019 roku, agencja pomaga 5,6 mln palestyńskich uchodźców, z których jedna trzecia mieszka w 59 obozach palestyńskich uchodźców w Libanie, Syrii, Jordanii i Autonomii Palestyńskiej.
Zgromadzenie Ogólne ONZ przewiduje, że w sytuacjach kryzysowych z pomocy UNRWA mogą korzystać także osoby nie spełniające wymagań definicji uchodźcy palestyńskiego, jeśli były one zmuszone do przesiedlenia w wyniku wojny w czerwcu 1967 roku oraz późniejszych konfliktów.